# 口吉川町
口吉川町（くちよかわちょう）は兵庫県三木市にある地区名である。
三木市の北側に位置し、純農村地帯であり、山田錦が盛んな地区である。また、ゴルフ場の数も多い。しかし、鉄道などの公共交通機関が細川町ともに乏しく、過疎化が進んでいる。

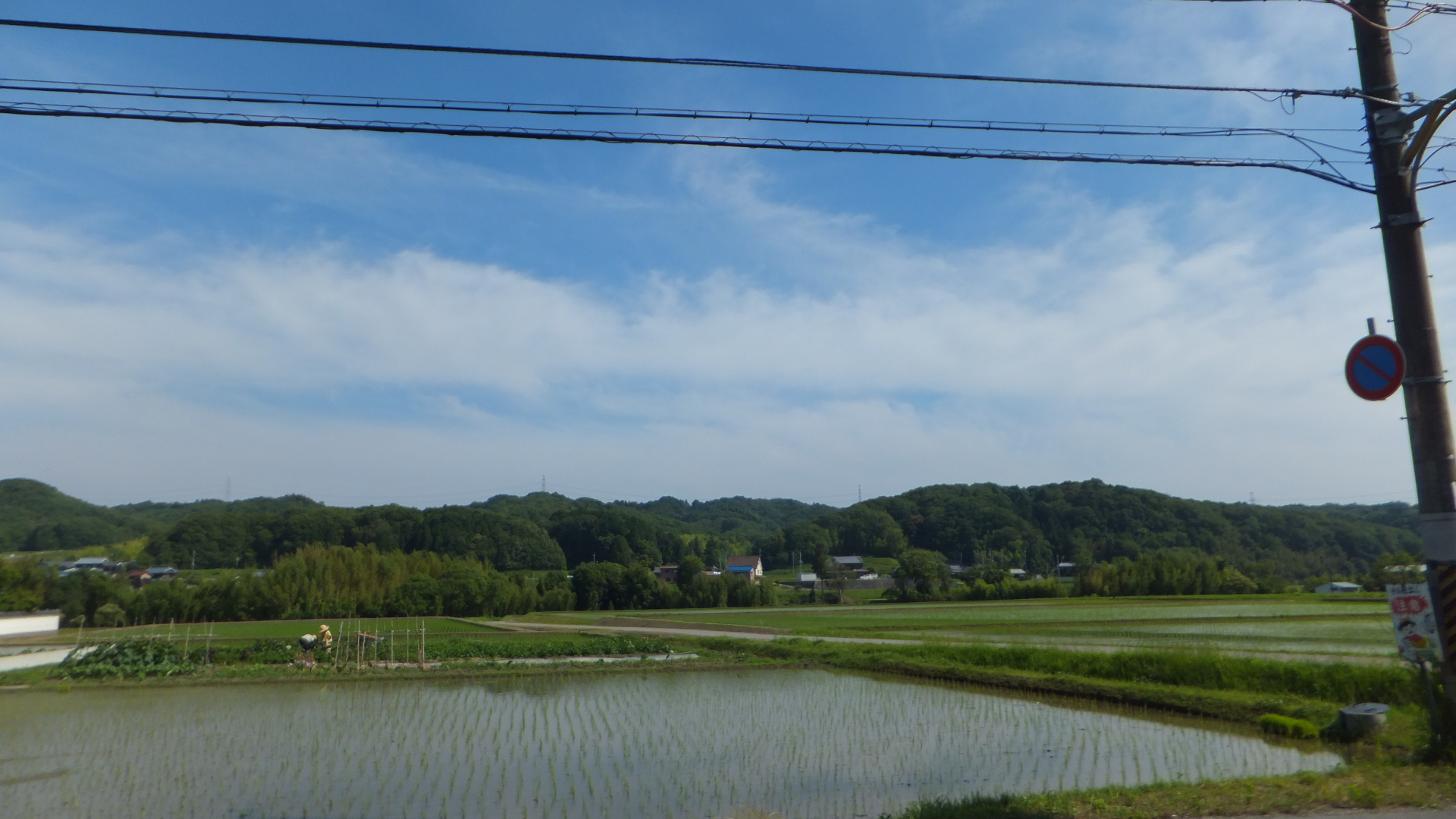
地内の田園風景

県道加古川三田線沿いの公共施設

## 地理
標高80m程度で、夏・冬ともに過ごしやすい。

### 大字
最初に「口吉川町」と付く
| 郵便番号 | 大字名 |
| -------- | ------ |
| 673-0731 | 東中   |
| 673-0732 | 馬場   |
| 673-0733 | 東     |
| 673-0734 | 蓮花寺 |
| 673-0735 | 西中   |
| 673-0736 | 桃坂   |
| 673-0741 | 殿畑   |
| 673-0742 | 保木   |
| 673-0743 | 桾原   |
| 673-0751 | 里脇   |
| 673-0752 | 吉祥寺 |
| 673-0753 | 槇     |
| 673-0754 | 善祥寺 |
| 673-0755 | 大島   |
| 673-0756 | 南畑   |
| 673-0757 | 笹原   |
| 673-0758 | 久次   |

### 山
- 石上山（標高229m）

### 河川
- 美嚢川

## 沿革
- 1954年6月1日 - 美嚢郡三木町 (兵庫県)・別所村・細川村・口吉川村が合併（新設合併）して三木市となり、三木市口吉川町になる。→同年の7月1日に、三木市と美嚢郡志染村が合併（新設合併）して三木市となる。
- 1969年3月 - 三木市立口吉川中学校が、廃校になる。
- 1973年4月 - 三木市立三木養護学校（現：三木市立三木特別支援学校）ができる。
- 1992年3月 - 三木市立三木養護学校が、志染町青山へ移転する。

## 名所・観光地
- 蓮花寺
- 善祥寺
- 里脇観光ぶどう園

## 産業

### 特産物
- 山田錦
- ブドウ

### 工場
- スドージャム

## 施設

### 郵便局
- 三木口吉川郵便局

### 商業施設
- ローソン三木口吉川店 → 2019年7月某日に閉店

## 教育
- 認定こども園
  - いずみ認定こども園（幼保連携型）
- 幼稚園

三木市立口吉川小学校

  - 地区内にはないが、2013年3月まで三木市立口吉川幼稚園があった。
- 小学校
  - 三木市立口吉川小学校
- 中学校
  - 地区内にはないが、1969年3月まで三木市立口吉川中学校があった。現在当地区の校区は三木市立三木中学校である。
- 高校、大学は地区内にはない。
- 特別支援学校
  - 地区内にはないが、1992年3月までは三木市立三木養護学校（現：三木市立三木特別支援学校）があった。

## 道路

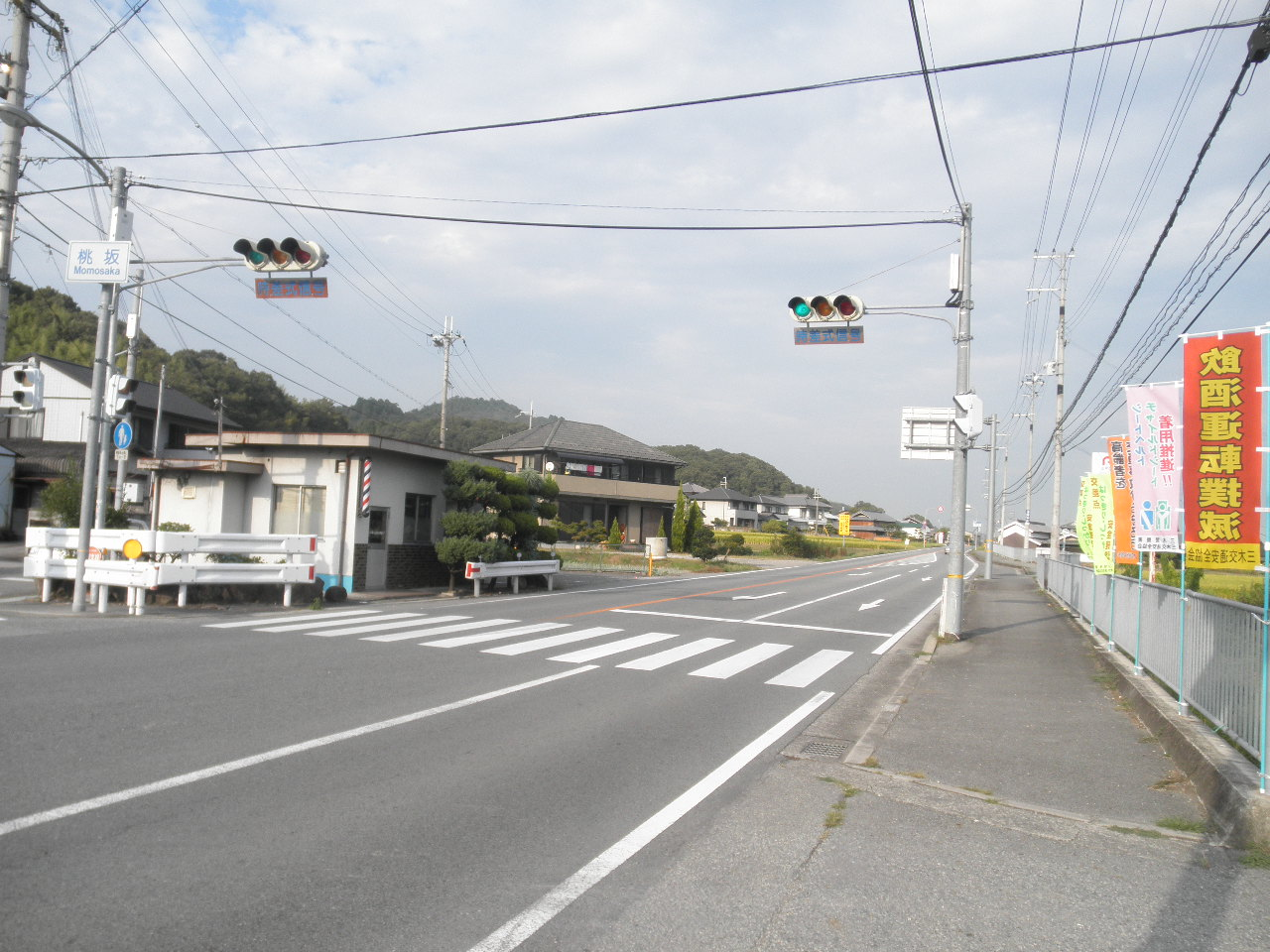
兵庫県道20号加古川三田線

- 兵庫県道20号加古川三田線
- 兵庫県道85号神戸加東線
- 兵庫県道144号西脇口吉川神戸線

## 公共交通機関
地区内に鉄道は通っておらず、バスのみである。
- 神姫バス - 神姫バス三木営業所と吉川方面を結ぶ路線が通っている。